# Pife (jogo de cartas)
Pife (também chamado de Pif Paf, Cacheta, Fôrma, Baralho, Pé Duro e Pontinho) é um jogo de cartas para até 8 participantes. O objetivo é combinar cartas iguais.

## História
Não há muitos registros da origem do pife, mas é um jogo tão popular no Brasil que muitos reconhecem como um "produto" brasileiro.

## Regras[5][6]
Cada jogador recebe nove cartas. As que sobraram compõem o monte de compras.

### Objetivo
O objetivo do jogador é formar jogos com as cartas que receber ou comprar.

### O jogo
O primeiro jogador compra uma carta, e pode ficar com ela ou descartá-la e comprar outra. Se decidir ficar com ela, deve descartar outra carta.
As cartas descartadas ficam viradas para cima na mesa, formando o monte de descartes (também referido como lixo ou bagaço). O jogador seguinte poderá comprar a terceira carta do monte de compras ou do bagaço. No fim da vez de cada jogador, cada um ainda terá nove cartas.
Os jogadores não descem as cartas quando fazem combinações. As cartas permanecem na mão e em segredo, e as combinações formadas podem ser modificadas.
O jogador que primeiro conseguir montar combinações com todas as suas cartas ganhará a partida. Se algum jogador descer seus jogos, afirmando ter batido, e verificar-se que houve engano, deverá recolher as cartas, continuando no jogo, mas só poderá bater comprando do maço.
Para um jogador vencer o jogo, é preciso que todas as cartas da sua mão estejam em alguma combinação.

### Combinações possíveis:
Os jogos podem ser combinações de três ou mais cartas, em trincas (três cartas do mesmo valor e de naipes diferentes) e sequências (três ou mais cartas seguidas, do mesmo naipe).
É o obrigatório que as cartas formando sequências sejam do mesmo naipe. Trios como A♥-2♥-3♦ e 8♦-9♥-10♦ não são válidos.
Como opção dentro do jogo, depois do K acaba a ordem, se reinicia com o Ás, por isso, em caso de Four as cartas Q-K-A-2 do mesmo naipe são válidos.
- Para combinações de cartas de valores iguais consistem em agrupar três cartas de mesmo valor, é obrigatório que sejam de naipes diferentes. Isso não é uma preocupação quando se joga com um único baralho, mas para jogos com 2 ou mais deques é preciso estar atento. Exemplo inválido: A♥-A♦-A♥.

### Variações

#### Curingas

##### Curingas do baralho
É possível jogar com os curingas (🃏) do baralho. Há duas possibilidades para essas cartas: a mais comum é a do "curinga amigo", onde ele pode substituir uma carta de qualquer valor e naipe, tornando as seguintes trincas válidas, por exemplo:
- A♠️-🃏-3♠️
- 2♦️-2♣️-🃏

A segunda opção para uso dos curingas é que eles sejam tratados como cartas independentes, e não substituem valor nenhum nem fazem sequência com nenhuma outra carta. Esse valor seria como a carta extra do jogo do mico: os curingas estão presentes no jogo apenas para atrapalhar os jogadores a fazerem combinações. Com três curingas ou mais, porém, é possível formar uma trinca.

##### Curinga sorteado
No início do jogo, após as cartas dos jogadores estarem distribuídas, uma carta do monte de compras é virada para cima. O valor seguinte ao virado é o curinga do jogo, e pode ser usado para substituir qualquer outra carta. Por exemplo: se a carta virada é um ás, o curinga é o dois (desconsidera-se o naipe). Isso torna as seguintes trincas válidas:
- J♠️-2♦️-K♠️
- 2♦️-9♣️-9♦️

Caso a carta virada seja um Rei (K), o curinga da jogada é o ás.
Para que os curingas sejam usados como substituição, é preciso que a carta que eles substituem exista. Por exemplo, a seguinte combinação não é válida: 4♣️-4❤️-4♠️-4♦️-🃏. Para combinações de cartas iguais, é necessário que os naipes sejam diferentes. Para essa combinação de 5 cartas, não há valor que o curinga possa ocupar.

#### Cortar
É possível um jogador cortar a vez de outro e comprar uma carta fora de sua vez, desde que se obedeça as seguintes regras:
1. O jogador que corta deve baixar a mão imediatamente após a compra, ou seja: ele deve estar com uma carta faltando para completar o jogo
2. O jogador que estiver com uma carta faltando para completar seu jogo deve anunciar isso aos outros. Isso geralmente é feito com a frase "tô de boa"
3. Só é possível cortar comprando do bagaço

Se um jogador cortar e não baixar a mão para terminar o jogo, ou se baixar e constatar que foi cometido um erro e sua mão não é válida, ele não pode mais cortar nesse jogo. O jogo segue normalmente a partir do jogador que foi cortado.